# Bagdad (Australia)
Bagdad – miasto w Australii, na Tasmanii.